# Sinus coronar

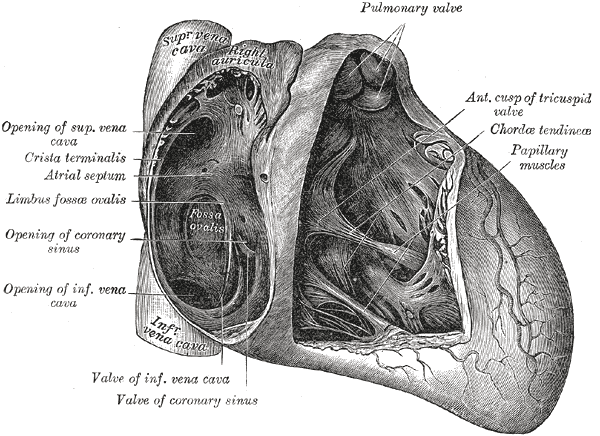
Interiorul ininii (vedere anterioară) (deschiderea sinusului coronar este etichetat)

Sinusul coronarian este o colecție de vene unite între ele pentru a forma un vas mare care colectează sângele din mușchiul inimii (miocardul). Transportă sânge neoxigenat către atriul drept, la fel ca și venele cavă superioară  și inferioară. Este prezent la toate mamiferele, inclusiv la oameni. 
Numele provine din latinescul corona, care înseamnă coroană, deoarece acest vas formează un cerc parțial în jurul inimii. Sinusul coronarian se varsă în atriul drept, prin orificiul sinusului coronarian, o deschidere între vena cavă inferioară și orificiul atrioventricular drept sau valva tricuspidă. Aduce sângele din mușchiul inimii și este protejat de un pliu semicircular al membranei de căptușeală a auriculei, valva sinusului coronarian (sau valva lui Tebeus). Sinusul, înainte de a intra în atriu, este considerabil dilatat - aproape până la dimensiunea capătului degetului mic. Peretele său este parțial muscular, iar la joncțiunea sa cu marea venă cardiacă este oarecum constricționată și este dotat cu o valvă, cunoscută sub numele de valva Vieussens formată din două segmente inegale. 

## Anatomie
Sinusul coronarian începe la joncțiunea marii vene cardiace și a venei oblice a atriului stâng. Capătul marii vene cardiace și al sinusului coronarian este marcat de valva Vieussens. 
Sinusul coronarian se desfășoară transversal în creasta atrioventriculară stângă pe partea posterioară a inimii. Este porțiunea distală a marii vene cardiace care se alimentează în atriul drept. 
Valva sinusului coronarian se află pe suprafața posterioară, inferioară a inimii, medială până la deschiderea venei cave inferioare, chiar superioară pliului septal al valvei tricuspide. Valva sinusului coronarian este cunoscută și sub denumirea de valvă thebesiană. 
- Afluenți   : 
  - Marea venă cardiacă;
  - Vena cardiacă mediană;
  - Vena cardiacă mică;
  - Vena posterioară a ventriculului stâng;
  - Vena oblică a atriului stâng.

## Fiziologie
Sinusul coronarian primește sânge în principal din venele cardiace mici, mijlocii, mari și oblice. De asemenea, primește sânge din vena marginală stângă și din vena ventriculară posterioară stângă. Se varsă în atriul drept. 
Venele cardiace anterioare nu se varsă în sinusul coronarian, ci se varsă direct în atriul drept. Unele vene mici cunoscute sub numele de vene tebesiene se varsă direct în oricare dintre cele patru camere ale inimii. 

## Imagini suplimentare

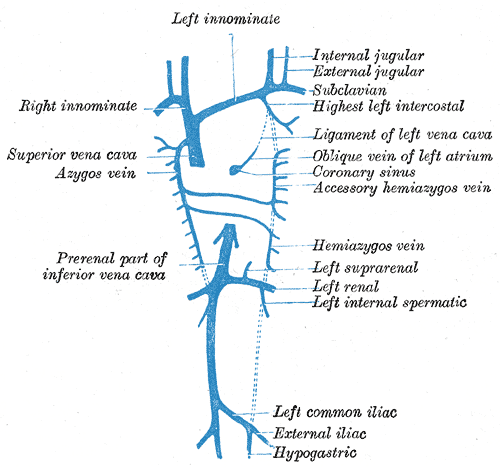
Diagram showing completion of development of the parietal veins.
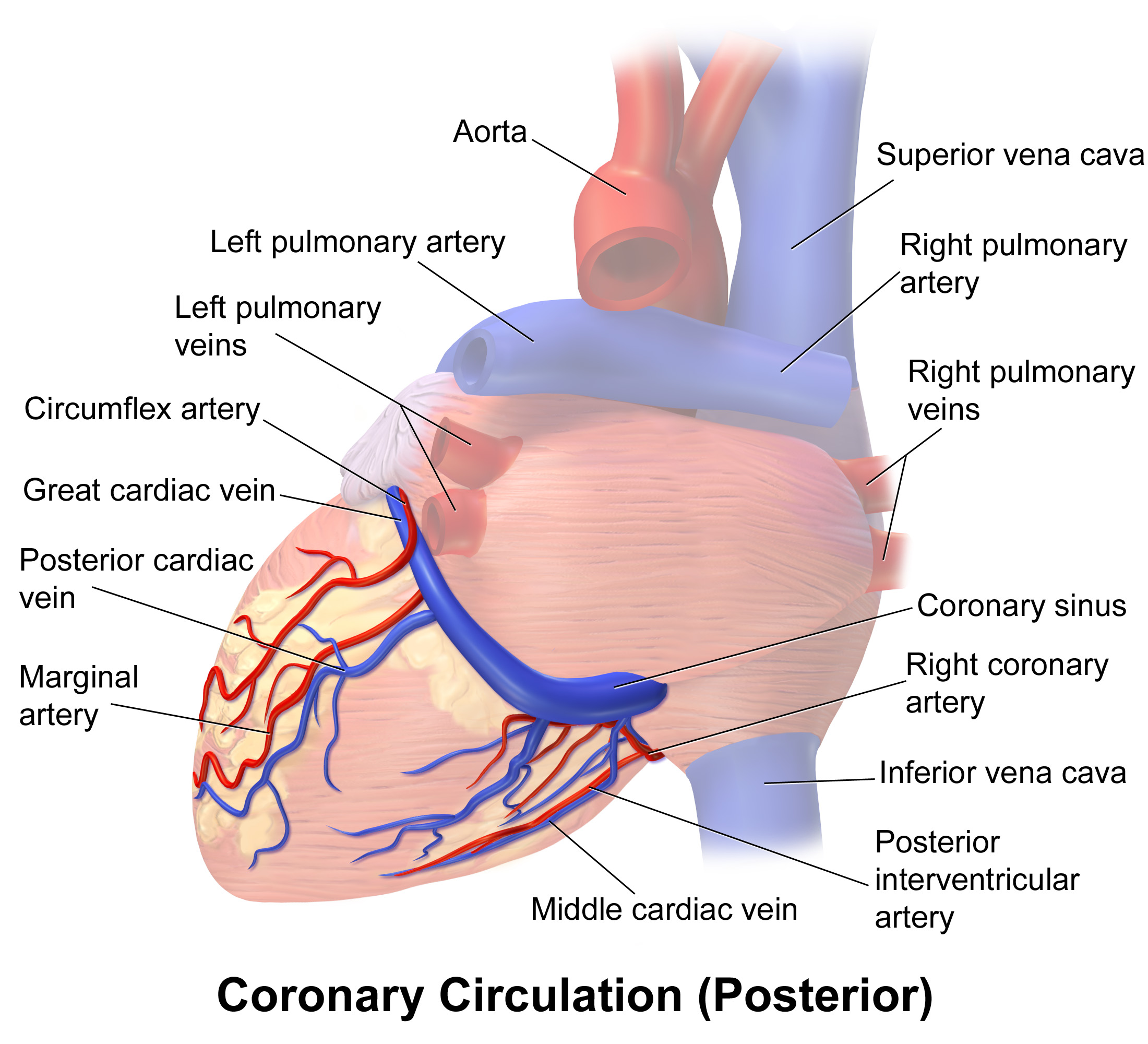
Posterior view of coronary circulation